# Celtiberia

Posible extensión de la Celtiberia.
arévacos
pelendones
beleyelos
tittos
lobetanos
lusones

Idiomas en la península ibérica prerromana,
alrededor del 200 a. C.

Idiomas en la península ibérica en el 300 a. C.

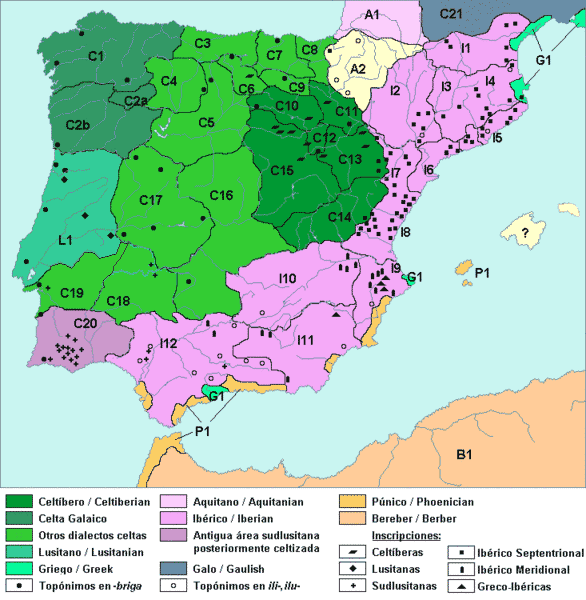
Familias lingüísticas de la península ibérica antes de la romanización
C1: Galaicos / C2b: Brácaros / C3: Cántabros / C4: Astures / C5: Vacceos / C6: Turmogos / C7: Autrigones-Caristios / C8: Várdulos / C9: Berones / C10: Pelendones / C11: Belos / C12: Lusones / C13: Titos / C14: Olcades / C15: Arévacos / C16: Carpetanos / C17: Vetones / C18-C19: Célticos / C20: Conios / L1: Lusitanos / I1: Ceretanos / I2: Ilergetes / I3: Lacetanos / I4: Indigetes / I5: Layetanos / I6: Ilercavones / I7: Sedetanos / I8: Edetanos / I9: Contestanos / I10: Oretanos / I11: Bastetanos / I12: Turdetanos / G21: Galos / G1: Griegos / P1: Fenicios/Cartagineses / B1: Bereberes.

Celtiberia es el nombre dado al territorio de los antiguos pueblos celtíberos, situado en el interior de la península ibérica. Parece haber sido un territorio cambiante, a lo largo del período descrito por los autores grecolatinos, que abarca las guerras de conquista y el posterior proceso de romanización. Para intentar abordar su delimitación geográfica, conviene tener una visión conjunta de la Céltica hispana, mucho más amplia que la Celtiberia.
Durante la Edad del Hierro, la península ibérica indoeuropea quedó unificada por el desarrollo de las habilidades metalúrgicas, la lengua y un régimen de subsistencia más o menos pastoril, aunque dividida en varios grupos culturales, con culturas materiales independientes y cronologías diferentes. La céltica peninsular es, por tanto, un rompecabezas que comprende comunidades distintas.
Por lo tanto se trata sobre todo de delimitar un ámbito geográfico, pero sobre todo etnocultural, que la diferencian de otros pueblos con el mismo patrón cultural y lingüístico.

## Fuentes literarias grecolatinas

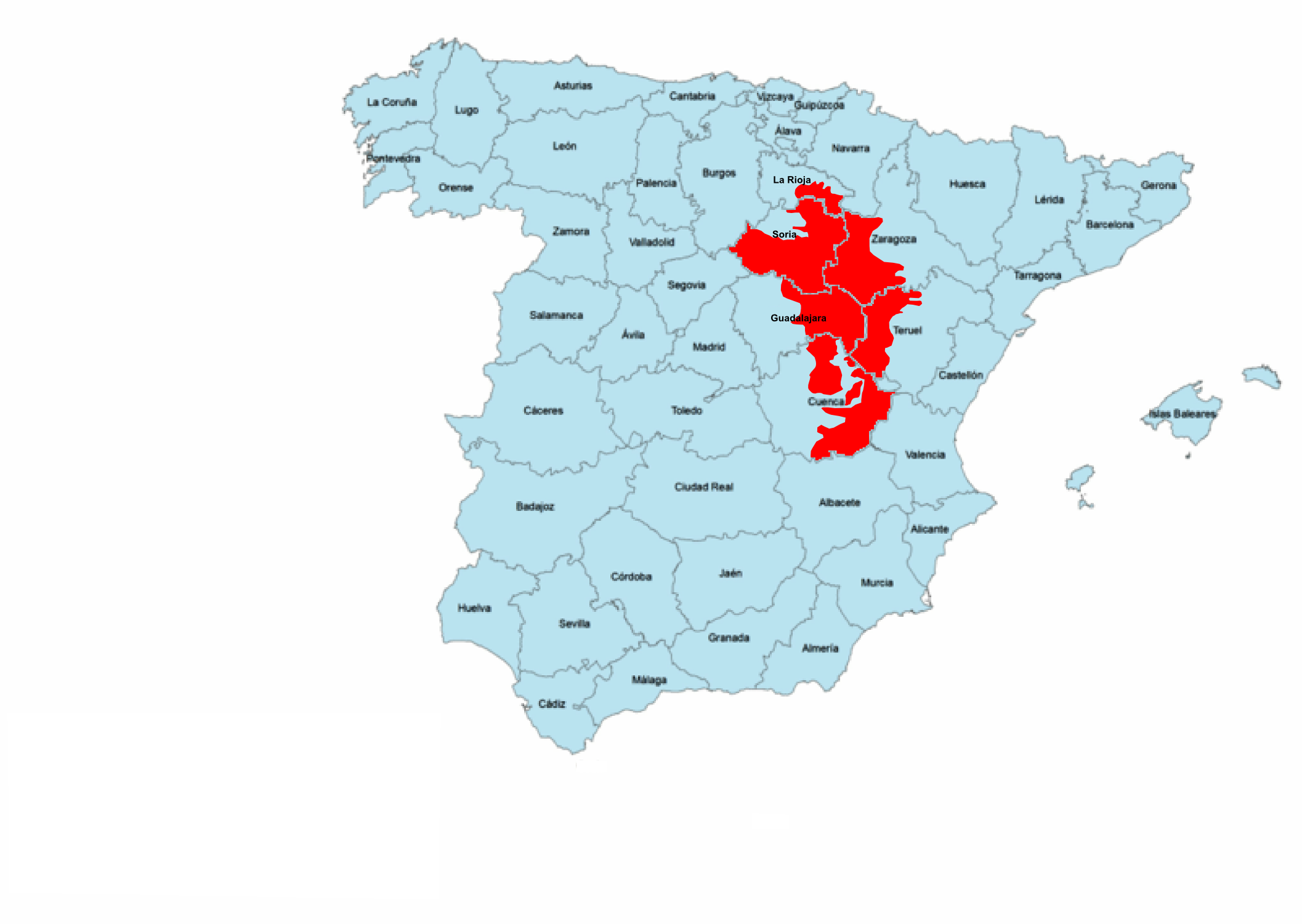
Mapa de Celtiberia.

## Celtiberia histórica

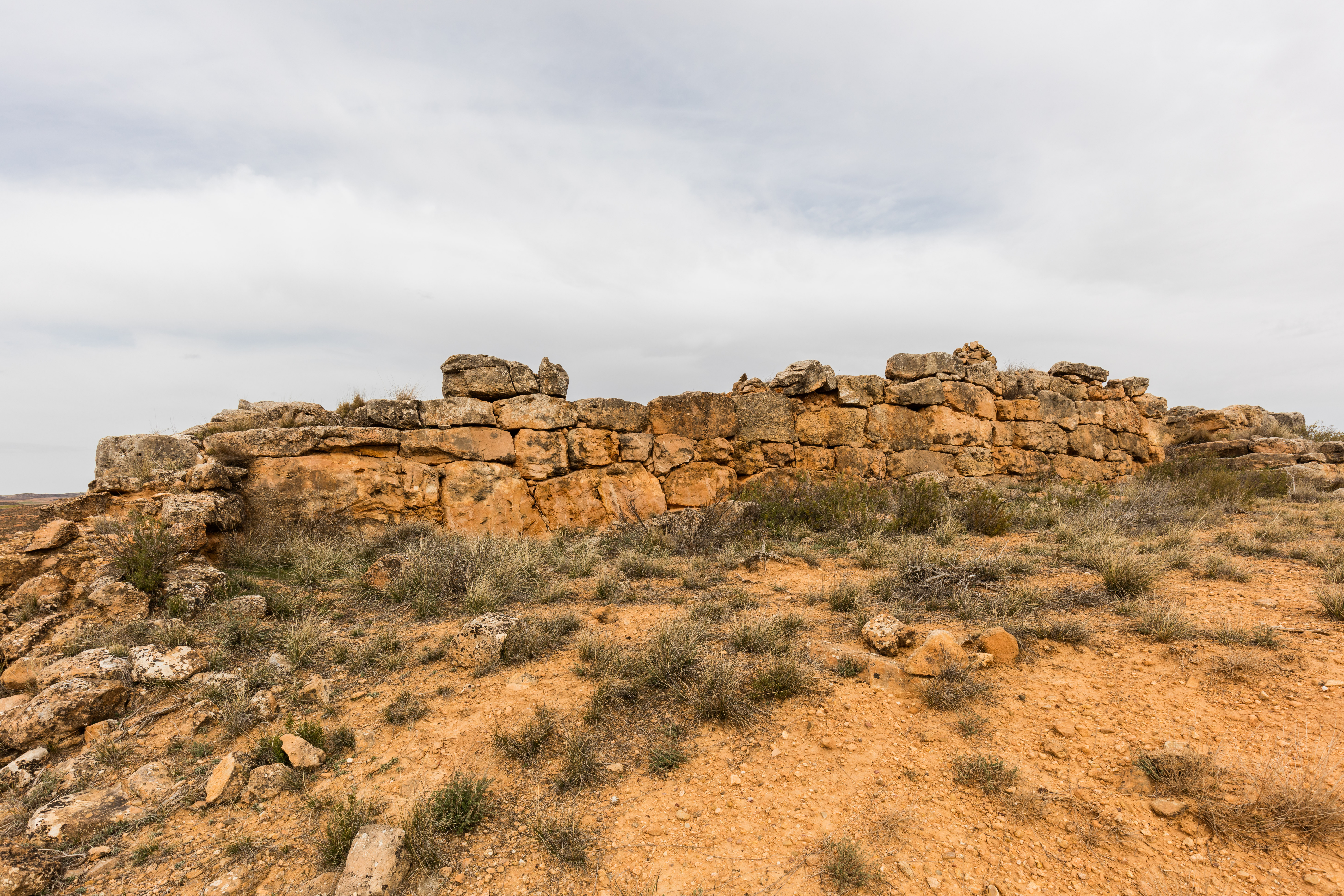
Ruinas ciclópeas en Santa María de Huerta, Soria.